# (6525) Ocastron
(6525) Ocastron est un astéroïde de la ceinture principale.

## Description
(6525) Ocastron est un astéroïde de la ceinture principale. Il fut découvert le 20 septembre 1992 à Wrightwood par Jack B. Child et Greg Fisch. Il présente une orbite caractérisée par un demi-grand axe de 2,49 UA, une excentricité de 0,10 et une inclinaison de 3,3° par rapport à l'écliptique.

## Compléments